# Zoey 101
Zoey 101 è una serie televisiva statunitense, rivolta principalmente ad un pubblico adolescenziale e trasmessa dal 9 gennaio 2005 al 2008 su Nickelodeon. La serie è stata girata all'Università Pepperdine di Malibù, in California.

## Trama
California, 2005. Zoey Brooks è una ragazza della Louisiana appena arrivata insieme a suo fratello minore Dustin alla Pacific Coast Academy, prestigioso istituto di Malibù che fino ad allora era destinato esclusivamente ai ragazzi. Al suo arrivo Zoey fa subito amicizia con un ragazzo dell'Accademia, Chase Matthews, che diverrà da questo momento il suo migliore amico per tutto il resto della serie, e che in seguito scoprirà avere una cotta per lei. Successivamente incontrerà le sue nuove compagne di stanza: Dana Cruz, maschiaccio e sportiva, e Nicole Bristow, dolce e frivola. Chase le presenterà anche i suoi nuovi compagni di stanza, nonché suoi migliori amici: Michael Barrett, ragazzo buffo e divertente, Logan Reese, ragazzo ricco e viziato, e Quinn Pensky, un'aspirante scienziata.
All'inizio della 2ª stagione Dana dovrà partire perché scelta per uno scambio interculturale con l'Europa, e all'Accademia sopraggiungerà come nuova coinquilina Lola Martinez, un'aspirante attrice di Hollywood. Nella stagione successiva, invece, la figura di Nicole sparirà poiché le verrà diagnosticata un'ossessione cronica per il sesso maschile, venendo spedita in un istituto prettamente femminile. Zoey e Lola avranno così Quinn come nuova compagna di stanza.
Allettata dall'idea di frequentare un celebre liceo inglese, verso la fine della 3ª stagione Zoey si trasferirà a Londra ed è costretta a lasciare tutti i suoi amici, sebbene a malincuore, tranne Chase che, tramite voci infondate, si convincerà del fatto che non gli importi più di lei. Rendendosi conto della mancanza della ragazza, Chase confesserà il suo amore per Zoey agli amici Michael e Logan. Nella 4ª stagione la ragazza tornerà all'Accademia per andare a trovare Chase e gli altri amici, ma senza sapere che lui farà la stessa cosa andando in Inghilterra e rimanendo lì un intero semestre. Al posto di Chase ci sarà James Garrett, un ragazzo carino e attraente che sembra farle dimenticare del suo vecchio amico.
Tuttavia, dopo una breve e travagliata storia d'amore, Zoey e James, subito prima del ballo di fine anno, porranno fine alla loro relazione, poiché la ragazza si renderà conto di non essersi mai dimenticata di Chase e di ricambiare i sentimenti da lui provati.
Nel penultimo episodio della serie, infine, ci sarà un'interminabile serie di colpi di scena: Chase farà il suo ritorno come guest star, coronando finalmente il suo sogno d'amore con Zoey; Quinn, dopo essersi lasciata con il fidanzato Mark del Figgalo, confesserà insieme a Logan davanti all'intera scuola il loro amore, lasciando tutti stupiti; Michael imparerà a guidare la macchina regalatagli dal padre, portando Lisa al ballo; proprio dopo aver avuto un incidente con la macchina in questione, Stacey Dillsen riporterà un trauma al palato, che le consentirà di pronunciare la "S" normalmente.

## Produzione
Le riprese esterne per la serie vennero girate alla Università Pepperdine. Contrariamente a quanto si potrebbe pensare, Zoey 101 è terminata con la quarta stagione non a causa della gravidanza di Jamie Lynn Spears, bensì dal fatto che erano state previste 4 stagioni fin dal principio.

## Trasmissione
In Italia, la serie è stata trasmessa per la prima volta dal 6 gennaio 2006 al 3 dicembre 2008 su Nickelodeon, mentre in chiaro è andata in onda dal 10 ottobre 2006 al 30 aprile 2010 su Italia 1, e successivamente, dal 2013 fino a inizio 2016, su Super!.

## Personaggi e interpreti

### Personaggi principali
- Zoey Brooks (stagioni 1-4), interpretata da Jamie Lynn Spears e doppiata da Alessia Amendola.
È la protagonista della serie. Arrivata alla Pacific Coast Academy insieme a suo fratello minore Dustin, diventa una delle prime studentesse in assoluto ad essere ammesse all'Istituto, fino a quel momento Accademia esclusivamente maschile; farà subito amicizia con le sue prime compagne di stanza della prima stagione, la frivola e tenera Nicole e la scontrosa Dana. All'inizio, sul finire o nel corso di ogni episodio la si vede scrivere un'e-mail ai genitori o ai suoi nonni sulle sue esperienze al liceo. Il primo giorno alla PCA fa inoltre conoscenza con Chase, che diventerà poi il suo migliore amico per tutta la serie e con cui alla fine della quarta stagione si metterà insieme dopo aver dichiarato di ricambiare il suo amore per lei. È una ragazza dolce, solare, gentile, ragionevole, intelligente ed espansiva, sempre disponibile nei confronti di tutti e ad aiutare i suoi amici. Fra le sue più spiccate qualità vi sono inoltre l'attitudine al comando, il carisma e la capacità di progettare innumerevoli idee ed iniziative, che la rendono in poco tempo molto popolare a scuola. Eccelle inoltre in tutte le materie scolastiche (sebbene in alcune occasioni abbia espresso la propria ripugnanza verso la chimica), negli sport (soprattutto nel basket) e ha molti talenti, fra cui quello nel decorare zaini, che le permetterà di comprarsi un nuovo jukebox. Ha inoltre una vera e propria passione per la danza, infatti in una puntata si iscrive ad una gara di ballo con Chase.
- Dustin Brooks (stagioni 1-4), interpretato da Paul Butcher e doppiato da Manuel Meli.
È il fratello minore di Zoey. Arrivato con la sorella alla Pacific Coast Academy, è un bambino prodigio dalla grande intelligenza, e che per questo frequenta un corso di matematica avanzato; tuttavia, come tutti i suoi coetanei, si mette spesso nei guai e per questo ha bisogno dell'aiuto della sorella per risolverli. All'inizio della prima stagione, è sfruttato e preso di mira dai bulli della scuola, ma grazie al suo innato coraggio riuscirà a guadagnarsi la sua dignità. Zoey, molte volte, si è intromessa nella sua vita, cosa che ha messo Dustin molto in imbarazzo davanti ai suoi coetanei. Pur essendo piccolo, alcuni suoi comportamenti sono già maturi e a volte tenta di imitare i ragazzi più grandi (come cercare di fare colpo sulle ragazze, mostrato in un episodio della 2ª stagione, dove chiede aiuto a Logan). È stato fidanzato con Trisha Kirby.
- Chase Bartholomew Matthews (stagioni 1-3, guest star 4), interpretato da Sean Flynn-Amir e doppiato da Flavio Aquilone.
È il migliore amico di Zoey. Fin dal primo momento in cui l'ha vista è innamorato segretamente di lei, ma è totalmente incapace di rivelarle i propri sentimenti (sia per la completa mancanza di coraggio che perché, quasi ogni volta che è sul punto di dichiararsi, viene interrotto da inconvenienti e situazioni rocambolesche che richiedono l'intervento di Zoey). Nonostante sia timido, dolce e molto goffo, gode di grande simpatia e senso dello humor; gli vengono sempre affidati scherzosamente dei nomignoli a causa della sua capigliatura a fungo e ha dubbio gusto nel vestire (indossa spesso camicie di flanella), ma è proprio grazie alla sua personalità che le ragazze non lo ignorano e spesso lo considerano carino (come Trisha Kirby). Assieme al suo amico Michael scrive le sceneggiature di un cartone animato di loro invenzione (il Chase & Michael Show). È allergico alla polvere. Nella quarta stagione appare nel primo e nell'ultimo episodio dove finalmente si mette insieme a Zoey dopo essersi finalmente dichiarato.
- Lola Martinez (stagioni 2-4), interpretata da Victoria Justice e doppiata da Federica De Bortoli.
Amica di Zoey e degli altri, arriva nella seconda stagione, prendendo il posto di Dana nella stanza con Zoey e Nicole. Come si può evincere dal suo nome, è di origine ispanica, così come l'attrice che la interpreta. È alla moda, molto carina e attraente e coltiva il sogno di diventare un'attrice di Hollywood. Come Zoey, è popolare e considerata molto bella da tutti i ragazzi, ma le due non sono in competizione (eccetto in un episodio dove entrambe partecipano a un concorso di bellezza). Nel primo episodio della 3ª stagione si scopre che ha una sorella maggiore. Ha avuto molte relazioni, soprattutto nella 3ª stagione. Nell'episodio 8 della 2ª stagione si prende una cotta per Chase, ma rinuncia in partenza dato che capisce che nella testa di Chase c'è un'altra ragazza (Chase non le rivela che si tratta di Zoey ma, come tutti, Lola lo capirà presto da sola e molto prima di Zoey stessa). Nella 4ª serie si metterà insieme a Vince Blake.
- Michael Barrett (stagioni 1-4), interpretato da Christopher Massey e doppiato da Simone Crisari.
È un ragazzo di colore, compagno di stanza e migliore amico di Chase e Logan. Dal carattere bizzarro ed eccentrico, in alcune occasioni si è dimostrato molto fifone (nella quarta stagione, si scopre che ha una tremenda paura delle montagne russe, ma alla fine riuscirà a sconfiggere la sua fobia); è in generale un amico leale e disponibile per tutti, soprattutto per Chase, che cercherà di convincere spesso a dichiarare a Zoey i suoi sentimenti. Fra i tanti suoi pregi vi è quello di riuscire ad andare perfettamente d'accordo sia con Zoey e le sue amiche che con l'egocentrico Logan, fungendo da paciere fra le due parti in alcune situazioni e guadagnandosi l'appoggio dei suoi amici; ottimo atleta, pratica basket e football americano, ma il suo vero talento consiste nel canto e nello suonare il flauto traverso, cosa non comune tra i giovani dell'Accademia e per questo è ammirato da molti durante le sue esibizioni. Si prende spesso delle cotte per ragazze di colore molto attraenti, ma si imbarazza davanti a loro e molto raramente riesce ad uscire con qualcuna. Nella seconda stagione si mette insieme ad una ragazza di nome Vanessa, mentre verso la fine della terza stagione si fidanza ufficialmente con una ragazza di nome Lisa.
- Quinn Pensky (stagioni 1-4), interpretata da Erin Sanders e doppiata da Joy Saltarelli.
Amica di Zoey e del resto del gruppo, è una giovane scienziata con un elevatissimo QI e per questo molto intelligente; è una ragazza appassionata di chimica e di lei sono noti i suoi bizzarri esperimenti scientifici, che nella maggior parte delle volte si rivelano deludenti, pericolosi e insoddisfacenti. Nonostante sia un po' stravagante, lunatica e ossessiva nel suo campo, col passare del tempo diventa una ragazza più normale, carina e il suo look e gusto nel vestire migliorano decisamente, pur mantenendo alcune delle sue stranezze. Viene rivelato fin dalla prima stagione che ha un dito in più al piede sinistro. I suoi ragazzi più importanti sono Mark Del Figgalo, con cui è fidanzata per buona parte della serie, e Logan, con cui inizia a vedersi in segreto nell'ultima stagione. Nell'episodio "Vecchi e nuovi amori", la loro relazione verrà svelata agli occhi di tutti con una dichiarazione di entrambi e un romantico bacio.
- Logan Reese (stagioni 1-4), interpretato da Matthew Underwood e doppiato da Lorenzo De Angelis.
È il compagno di stanza di Chase e Michael. È un ragazzo ricco, viziato, vanitoso e molto presuntuoso, che spesso si atteggia da superiore ma finisce poi per mettersi in situazioni imbarazzanti. Spesso si mette in competizione con gli altri e fa delle scommesse poiché grazie al suo ricco budget è sicuro di vincere, cosa che invece è accaduta raramente. Con il resto del gruppo ha un rapporto altalenante e litigioso e spesso i suoi amici fanno fatica a sopportarlo o si alleano contro di lui ma è comunque parte del gruppo e soprattutto un buon amico di Chase e Michael. Non va bene a scuola, ma lo studio non gli interessa granché, visto che vuole diventare un modello. Logan è uno sportivo: come Michael, gioca a basket e a football ed è un abile giocatore di frisbee. Qualche volta dimostra di avere dei talenti sorprendenti, come per la recitazione. Nella puntata "Il tutor di Zoey" si scopre che è molto bravo in chimica, perché suo nonno, professore di chimica, lo ha obbligato fin da piccolo ad imparare la materia, ma lui se ne vergogna a tal punto da non averlo mai rivelato a nessuno. Piace molto alle ragazze, soprattutto alla bruttina Stacey Dillsen, ma la sua vera fidanzata sarà la "secchiona" Quinn, di cui si innamora nell'ultima stagione.
- Nicole Bristow (stagioni 1-2), interpretata da Alexa Nikolas e doppiata da Letizia Scifoni.
Nicole è una ragazza vivace, ottimista, frivola e infantile, negata negli sport ma con una vera e propria passione per i ragazzi e lo shopping, cosa che la rende una persona molto alla moda in qualsiasi situazione e sempre attenta al proprio aspetto. Durante le prime due stagioni sarà la migliore amica di Zoey, per cui è piena di lealtà, rispetto e ammirazione; con tutte le ragazze che conosce si è sempre dimostrata un'amica molto fedele e sincera. Compare per la prima volta durante la prima stagione come compagna di stanza di Zoey e Dana e, in seguito alla partenza di quest'ultima in Francia, di Lola, una nuova ragazza che sopraggiungerà il semestre successivo; è una brava studentessa, ma a volte i ragazzi carini della sua classe la distraggono dallo studio. Proprio per questo le viene diagnosticata "un'ossessione per il sesso maschile" ed è proprio per questo che i suoi genitori decidono di trasferirla in un collegio femminile e non è presente nelle ultime due stagioni.
- Dana Cruz (stagione 1), interpretata da Kristin Herrera e doppiata da Domitilla D'Amico.
Inizialmente compagna di stanza di Zoey e Nicole, è un maschiaccio, dal carattere sarcastico e aggressivo. È molto atletica e gioca benissimo a basket, e per via del suo carattere forte ed impulsivo è temuta da molte ragazze. Nelle stagioni seguenti non è presente perché parteciperà ad uno scambio interculturale in Francia.
- James Garrett (stagione 4) interpretato da Austin Butler e doppiato da Alessio De Filippis.
È il compagno di stanza di Michael e Logan nell'ultima stagione, prendendo il posto di Chase. Molto carino e gentile, in breve ottiene le attenzioni di tutte le ragazze, inclusa Zoey, con cui ha una storia che dura quasi tutta la quarta stagione.

### Personaggi secondari
- Mark Del Figgalo  (stagioni 1-4), interpretato da Jack Salvatore Jr..
È il fidanzato di Quinn per buona parte della serie; ancora più strano di lei, è in sovrappeso, pigro e senza una vera personalità. Viene indicato come la persona più impassibile e senza emozioni della scuola. Non è mai sorridente. Quinn, oltre che la sua fidanzata, sembra essere la sua unica vera amica, poiché lui non è un tipo molto socievole. Tuttavia conosce tutti i ragazzi del gruppo e gli è spesso affidata la parte del mediatore neutrale. Aiuta molto spesso Quinn nei suoi esperimenti e dimostra solo con lei il suo lato amorevole e sentimentale. La loro storia finirà quando nascerà qualcosa tra lui e una sua compagna così da lasciare Quinn. Nell'ultimo episodio si fidanzerà con Stacey Dillsen (possiamo notare che ballano insieme).
- Dean Rivers (stagioni 1-4), interpretato da Christopher Murray e doppiato da Paolo Marchese.
È il preside dell'accademia e ha una moglie isterica. Si comporta come un serio preside ma in realtà è molto bizzarro e goffo anche di fronte ai suoi studenti. Sta quasi sempre chiuso nel suo ufficio e ha un alloggio personale dentro il quale non lo si può disturbare. Più volte Zoey e le altre ragazze sono venute da lui a protestare per qualcosa o a chiedere di istituire delle competizioni. Talvolta rimane scandalizzato e proibisce tutto, ma spesso è preso da altre preoccupazioni e le asseconda.
- Coco Wexler (stagioni 1-4), interpretata da Jessica Chaffin e doppiata da Monica Bertolotti e Lorella De Luca (in Sam & Cat).
È la responsabile dei dormitori, amica di Zoey, Lola e Quinn. Ha un fidanzato di nome Karl, il quale la lascia ogni volta che la sua squadra di softball preferita perde. La si vede quasi sempre mangiare dei ravioli, di cui è ghiotta. Ha tentato parecchie volte di mettersi a dieta, senza riuscirci. Si lamenta sempre per ogni cosa, soprattutto quando Karl la lascia e costringe i ragazzi (specialmente a Zoey, Lola e Quinn) ad ascoltare i suoi problemi.
- Stacey Dillsen (stagioni 3-4), interpretata da Abby Wilde e doppiata da Eleonora Reti e Sabrina Bonfitto (in iCarly e Sam & Cat).
È una studentessa della PCA, eternamente sfortunata, molto bizzarra nel modo di fare. Ha un problema di pronuncia, detto Sigmatismo. La sua passione è il bricolage con i cotton fioc, con cui fabbrica collane, orecchini, casette e modellini. Ha un'enorme ma non corrisposta cotta per Logan. Dopo essere investita in auto da Mark Del Figgalo, riesce a parlare perfettamente e si fidanzerà con lui.
- Vince Blake (stagione 4, guest 3), interpretato da Brando Eaton e doppiato da Paolo Vivio.
È il miglior giocatore di football che sia mai arrivato all'accademia. Nella terza stagione Chase lo vede mentre fotografa le domande di un compito della sua classe, così questi ultimo riferisce l'accaduto e Vince viene sospeso. Per vendicarsi Vince e i suoi compagni di squadra incontrano Chase quando meno se l’aspetta e picchiano lui e Logan e Michael che erano accorsi per difendere l’amico. Nella quarta stagione sembra sia stato solo sospeso e non espulso, infatti il ragazzo si ripresenta all’accademia perché sembra che il preside lo abbia riammesso dopo che i genitori di lui hanno garantito che il figlio ha frequentato un percorso di terapia che lo ha cambiato. Quando torna i ragazzi ne sono inizialmente scandalizzati e indignati; poi Lola lo conosce meglio e si innamora di lui. Vince conquista poi la simpatia di Zoey e Quinn ed infine, dopo molte difficoltà, quella di Michael e Logan.
- Jeremiah Trottman (stagioni 2-4), interpretato da Creagen Dow.
È il giornalista di punta del notiziario dell'accademia. È innamorato di Lola, anche se nell'ultima puntata della quarta stagione, nonché finale dell'intera serie (Vecchi e nuovi amori), chiede a Zoey di essere il suo accompagnatore al ballo.
- Kazu (stagioni 3-4, guest 1-2), interpretato da Brian Tee e doppiato da Luigi Ferraro.
È il proprietario del Sushi Rox. È molto legato ai ragazzi ed è sempre gentile con loro. Assume Logan e Chase come fattorini a domicilio (anche se poi Logan verrà licenziato perché si dava sempre malato, cosa che non è mai successa). In un episodio il Sushi Rox viene distrutto da un incendio e sembra che lui debba andare via per sempre dall'accademia, ma per fortuna i ragazzi organizzeranno una colletta per ricostruire il locale.

## Episodi
La serie è prodotta da Nickelodeon e sono stati girati in tutto 65 episodi. 
| Stagione         | Episodi | Prima TV originale | Prima TV Italia |
| ---------------- | ------- | ------------------ | --------------- |
| Prima stagione   | 14      | 2005               | 2006            |
| Seconda stagione | 12      | 2005-2006          | 2006            |
| Terza stagione   | 25      | 2006-2008          | 2007-2008       |
| Quarta stagione  | 14      | 2008               | 2008            |

Il 18 settembre 2015 viene pubblicato un video da Dan Schneider, creatore della serie, in cui ritroviamo Chase nel presente, pronto a fare una proposta di matrimonio alla sua nuova ragazza, il quale però scopre finalmente cosa disse Zoey nel famoso DVD custodito nella capsula del tempo: che Chase poteva essere la sua anima gemella. Chase va fuori di testa e scappa andando a cercare Zoey. Il video termina con un "to be continued", facendo quindi ben sperare ai fan un possibile sequel di Zoey 101.
La capsula del tempo era stata seppellita nell'episodio 2 della seconda stagione (Time Capsule, in italiano "La capsula dei ricordi"), andato in onda in America il 18 settembre 2005, esattamente 10 anni prima del video pubblicato da Dan Schneider. La capsula sarebbe stata aperta 20 anni dopo, ma Zoey aveva concesso a Chase di guardare il video 10 anni dopo: esattamente il 18 settembre 2015.

## Sequel
Dopo anni di voci su un possibile reboot della serie, soprattutto dopo che la stessa Jamie Lynn Spears parlò di una possibile continuazione della serie nel 2019, nel 2023 la Nickelodeon ha annunciato la produzione di un film (dal titolo Zoey 102) a fare da sequel alla serie originale. Questo progetto riporta in scena il cast originale, ad eccezione di Victoria Justice. Il film è stato distribuito sulla piattaforma streaming Paramount+, dal 27 luglio 2023.

## DVD
| Titolo                           | Episodi | Anno | Paese                                        | Descrizione |
| -------------------------------- | ------- | ---- | -------------------------------------------- | --- |
| Zoey 101 Season One              | 13      | 2007 | Stati Uniti                                  | Prima stagione completa. |
| Zoey 101 Season Two              | 11      | 2008 | Stati Uniti                                  | Seconda stagione con solo 11 episodi perché senza il doppio episodio "Vacanze di primavera".                                                        |
| Zoey 101 Season Three Volume One | 12      | 2009 | Stati Uniti                                  | Prima metà della terza stagione |
| Zoey 101 Season Three Volume Two | 12      | 2010 | Stati Uniti                                  | Seconda metà della terza stagione con solo la prima parte di "Arrivederci Zoey".                                                                    |
| Zoey 101 Season Four             | 13      | 2011 | Stati Uniti                                  | Quarta stagione senza il doppio episodio "Vecchi e nuovi amori" ma con la seconda parte di "Arrivederci Zoey" e l'episodio "Sull'onda dei ricordi". |
| The Zoey 101 Collection          | 63      | 2011 | Stati Uniti                                  | Tutti gli episodi di Zoey 101 Tranne il doppio episodio "Vecchi e nuovi amori".                                                                     |
| Zoey 101: The Movie              | 2       | 2009 | Stati Uniti                                  | Il doppio episodio "Vecchi e nuovi amori" (in realtà appartenente alla quarta stagione) con molti contenuti extra.                                  |
| Zoey 101: The Movie              | 2       | 2012 | Regno Unito / Francia / Spagna               | Il doppio episodio "Vecchi e nuovi amori" (in realtà appartenente alla quarta stagione) con molti contenuti extra.                                  |
| Zoey 101 Spring Break Up         | 2       | 2006 | Stati Uniti                                  | Il doppio episodio "Vacanze di primavera" (appartenente alla seconda stagione, presente anche nel nuovo cofanetto The Zoey 101 Collection)          |
| Zoey 101 Double Deluxe           | 65      | 2012 | Stati Uniti / Regno Unito / Francia / Spagna | Tutti gli episodi della serie più due interi dischi di extra mai visti prima.                                                                       |
| Zoey 101 Volume One              | 21      | 2012 | Regno Unito / Francia / Spagna               | Tutti gli episodi della prima stagione più i primi 8 della seconda stagione.                                                                        |
| Zoey 101 Volume Two              | 22      | 2012 | Regno Unito / Francia / Spagna               | Gli ultimi 5 episodi della seconda stagione ed i primi 17 della terza stagione.                                                                     |
| Zoey 101 Volume Three            | 20      | 2012 | Regno Unito / Francia / Spagna               | Gli ultimi 9 episodi della terza stagione e la quarta stagione tranne le due parti di "Vecchi e nuovi amori".                                       |

## Colonna sonora
Il 7 marzo 2006 è uscita negli USA la prima colonna sonora della serie Zoey 101: Music Mix. La canzone della sigla è Follow Me, cantata dalla stessa Jamie-Lynn Spears e scritta dalla sorella Britney Spears in collaborazione con Emily Bob.

## Videogiochi
Un videogioco intitolato Zoey 101 è uscito nel marzo 2007 per il Game Boy Advance. Un altro videogioco, intitolato Zoey 101: Field Trip Fiasco uscì l'11 settembre 2007 per Nintendo DS. Entrambi i giochi sono stati distribuiti dalla THQ e sviluppati dalla Barking Lizards.

## Curiosità
- È l'unica serie Nickelodeon creata da Dan Schneider in cui non c'è per niente l'effetto sonoro delle risate che era un elemento molto comune nelle altre serie create da Dan Schneider per Nickelodeon.

## Riconoscimenti
| Anno | Premio                              | Categoria                                                                    | Riceventi | Risultato       |
| ---- | ----------------------------------- | ---------------------------------------------------------------------------- | --- | --------------- |
| 2005 | Teen Choice Awards                  | Choice TV Breakout Show                                                      | Zoey 101 | Candidato/a     |
| 2005 | Teen Choice Awards                  | Choice TV Breakout Performance — Female                                      | Jamie Lynn Spears | Candidato/a     |
| 2005 | Primetime Emmy Awards               | Outstanding Children's Program                                               | Zoey 101 | Candidato/a     |
| 2005 | Casting Society of America          | Best Casting — Children's Programming                                        | Sharon Chazin Lieblein | Candidato/a     |
| 2006 | Kids' Choice Awards                 | Miglior attrice televisiva                                                   | Jamie Lynn Spears | Vincitore/trice |
| 2006 | Young Artist Award                  | Eccezionale insieme di giovani in una serie televisiva                       | Sean Flynn Paul Butcher Kristin Herrera Victoria Justice Christopher Massey Alexa Nikolas Erin Sanders Jamie Lynn Spears Matthew Underwood | Vincitore/trice |
| 2007 | Kids' Choice Awards                 | Miglior attrice televisiva                                                   | Jamie Lynn Spears | Candidato/a     |
| 2007 | Kids' Choice Awards Germany         | Favorite Actor/Actress                                                       | Jamie Lynn Spears | Vincitore/trice |
| 2007 | 2007 UK Kids' Choice Awards         | Best TV Actress                                                              | Jamie Lynn Spears | Candidato/a     |
| 2007 | 2007 Australian Kids' Choice Awards | Fave Nick Show                                                               | Zoey 101 | Candidato/a     |
| 2007 | Young Artist Awards                 | Best Performance In A TV Series (Comedy or Drama) - Leading Young Actress    | Jamie Lynn Spears | Candidato/a     |
| 2007 | Young Artist Awards                 | Best Performance In A TV Series (Comedy or Drama) - Supporting Young Actor   | Paul Butcher | Candidato/a     |
| 2007 | Young Artist Awards                 | Best Performance In A TV Series (Comedy or Drama) - Supporting Young Actress | Victoria Justice | Candidato/a     |
| 2007 | Young Artist Awards                 | Best Family Television Series (Comedy)                                       | Zoey 101 | Candidato/a     |
| 2007 | Young Artist Awards                 | Best Young Ensemble Performance In A TV Series (Comedy or Drama)             | Jamie Lynn Spears Paul Butcher Sean Flynn Victoria Justice Christopher Massey Alexa Nikolas Erin Sanders Matthew Underwood                 | Vincitore/trice |
| 2007 | Casting Society of America          | Best Casting — Children's TV Programming                                     | Krisha Bullock | Candidato/a     |
| 2008 | 2008 Kids' Choice Awards            | Favorite TV Actress                                                          | Jamie Lynn Spears | Candidato/a     |
| 2008 | Young Artist Awards                 | Best Performance In A TV Series — Leading Young Actress                      | Jamie Lynn Spears | Candidato/a     |
| 2008 | Young Artist Awards                 | Best Performance In A TV Series — Recurring Young Actress                    | Erin Sanders | Vincitore/trice |
| 2008 | Young Artist Awards                 | Best Family Television Series                                                | Zoey 101 | Candidato/a     |
| 2008 | Young Artist Awards                 | Best Young Ensemble Performance In A TV Series                               | Jamie Lynn Spears Paul Butcher Sean Flynn Victoria Justice Christopher Massey Erin Sanders Matthew Underwood                               | Candidato/a     |
| 2008 | Casting Society of America          | Outstanding Achievement in Casting — Children's Series Programming           | Krisha Bullock | Candidato/a     |
| 2009 | 2009 Kids' Choice Awards            | Favorite TV Show                                                             | Zoey 101 | Candidato/a     |
| 2009 | Young Artist Awards                 | Best Performance In A TV Series (Comedy or Drama) - Supporting Young Actress | Erin Sanders | Candidato/a     |
| 2013 | Neox Fan Awards                     | Best Neox Kidz series                                                        | Zoey 101 | Vincitore/trice |